# Dieter Sadowski
Dieter Sadowski (* 27. Juni 1946 in Coburg) ist ein deutscher Ökonom und Hochschullehrer. Er ist Professor für Betriebswirtschaftslehre und war bis Ende 2011 Direktor des Instituts für Arbeitsrecht und Arbeitsbeziehungen in der Europäischen Union (IAAEU) an der Universität Trier mit dem Arbeitsgebiet der international vergleichenden Personalökonomie und Arbeitspolitik.

## Leben und Werk
Dieter Sadowski, Sohn von Friedel Sadowski, geborene Heinrich, und des Karosseriebaumeisters Willi Sadowski, erhielt 1966 sein Abitur. Er studierte in Bonn Diplom-Volkswirtschaft und Philologie, schloss 1972 mit dem Staatsexamen ab und wurde 1976 zum Dr. rer. pol. promoviert. Er arbeitete an der Rheinischen Friedrich-Wilhelms-Universität Bonn und war Gastforscher an der Stanford University (USA), der University of New England (Australien), der Universität Wien, der Universität Qingdao, der University of Florida, am Laboratoire d’Économie et de Soziologie du Travail in Aix-en-Provence, am Europäischen Hochschulinstitut in Florenz, am WZB Berlin und am Centre de Sociologie des Organisations von Sciences Po et CNRS in Paris. Im Jahr 1969 heiratete er Ute Klemm, mit der er die Söhne Philipp und Till bekam. 1979 habilitierte er sich. Ab 1980 war er Professor für Betriebswirtschaftslehre an der Universität Trier. 1997 wurde er zum Honorarprofessor der Chinesischen Ozean-Universität und 2004 zum Ehrendoktor der Universität Lubumbashi (UNILU) im zentralafrikanischen Staat Kongo ernannt. Er war 1999/2000 Fellow am Wissenschaftskolleg zu Berlin.
Sadowski ist Mitglied der Europäischen Akademie der Wissenschaften und Künste.
Er war Gutachter für die Europäische Gemeinschaft und für Bundes- und Landesministerien sowie für viele Zeitschriften und war Sprecher des Wissenschaftlichen Beirats des Instituts für Arbeitsmarkt und Berufsforschung in Nürnberg (2000–2009). Er ist Mitherausgeber des Journal for Labour Market Research (1989 ff.). Von 2004 bis 2009 war er im Gründungssenat und von 2009 bis 2020 Mitglied im Beirat der Hochschule der Bundesagentur für Arbeit (HdBA). Von 1989 bis 1991 war er Vorsitzender des Bildungsökonomischen Ausschusses im Verein für Socialpolitik, von 1993 bis 1999 Mitglied des Vorstands der German Industrial Relations Association, von 1999 bis 2000 Mitglied des Vorstandes des Verbandes der Hochschullehrer für Betriebswirtschaft und von 2008 bis 2010 Mitglied des Vorstandes der Society for the Advancement of Socio-Economics. Er war Mitglied des Wissenschaftlichen Beirats des Zentrums für Europäische Wirtschaftsforschung (ZEW) in Mannheim von 1996 bis 2011.
Sadowski ist katholisch. Ab 1987 war er Vorstandsmitglied der Caritas Trägergesellschaft Trier und geriet dadurch in den Sog der „Doerfert-Affäre“. Sadowski sagte vor Gericht gegen Doerfert aus und blieb juristisch unbehelligt.
Internationale Kooperationsprojekte mit der London School of Economics, der University of Warwick sowie mit osteuropäischen und chinesischen Instituten waren regelmäßiger Teil seiner Arbeit, ebenso die Ausbildung von Studenten aus Belgien, England, Frankreich, Italien und Deutschland im Aufbaustudiengang „Master Européen en Sciences du Travail“ (MEST).
Sadowski war zusammen mit David Marsden, Walther Müller-Jentsch, Jörg Sydow, Franz Traxler und Hansjörg Weitbrecht Mitbegründer und Mitherausgeber der Zeitschrift Industrielle Beziehungen sowie Mitherausgeber der Beiträge zur betriebswirtschaftlichen Forschung (Braune Reihe) für Habilitationsschriften und herausragende Dissertationen des Gabler Verlags.
Nach drei Jahrzehnten an der Universität Trier wurde Sadowski 2011 pensioniert. Fünf seiner Schülerinnen und vier seiner Schüler sind Professoren in Deutschland, der Schweiz, China und Afrika.
Von 2012 bis 2018 war Sadowski Vorsitzender des Vereins Lokale Agenda 21 in Trier. Im Juni 2014 wurde er zum Vorsitzenden des Aufsichtsrats der Trierer Energiegenossenschaft TRENEG gewählt. 2018 wurde er zum Sprecher der emeritierten und pensionierten Professoren der Universität Trier gewählt; seit 2020 ist er Projektleiter der Initiative Fremde werden Freunde im studentischen Internationalen Zentrum e.V. an der Universität Trier.

## Schriften
- Pensionierungspolitik. 1977
- Berufliche Bildung und betriebliches Bildungsbudget. 1981.
- Personalökonomie und Personalpolitik – Grundlagen einer evidenzbasierten Praxis. Stuttgart: Schäffer-Poeschel 2020 (gemeinsam mit Martin Schneider, Bernd Frick und Susanne Warning)
- Codes of Conduct: Eine Quelle transnationalen Arbeitsrechts? In: Stephan Duschek (Hrsg.): Organisationen regeln. Die Wirkmacht korporativer Akteure. Wiesbaden 2012 (mit K. Kühne)
- Personalökonomie und Arbeitspolitik, Schaeffer-Poeschel, Stuttgart 2002, ISBN 3-7910-1834-5
- (Hrsg. mit Otto Jacobi) Employers' Associations in Europe: Policy and Organisation. Nomos, Baden-Baden 1991, ISBN 3-7890-2521-6
- Performancemanagement in der öffentlichen Verwaltung – eine unlösbare Aufgabe? In: Die Verwaltung. 37 (2004)3: 377–399 (zus. mit M. Schneider)
- Arbeitsrecht zwischen Markt und gesellschaftspolitischen Herausforderungen: Differenzierung nach der Unternehmensgröße? In: Verhandlungen des 65. Deutschen Juristentages. Band II/1. Bonn 2004. München 2004, N 93–N 107
- Organisationskapital. In W. Matiaske / G. Grözinger (Hrsg.): Ökonomie und Gesellschaft. Jahrbuch 20: Sozialkapital – eine (un)bequeme Kategorie. Marburg: Metropolis 2008, 179–209 (zus. mit Oliver Ludewig, IAB)
- Der Bildungsökonomische Ausschuss des Vereins für Socialpolitik: Entstehung, Strömungen und Entwicklungen 1975-2015. In: Perspektiven der Wirtschaftspolitik. 17(2016), 92–103.
- Personalökonomie und Personalwirtschaftslehre – eine Spurensuche. In: W. Matiaske / W. Weber (Hrsg.): Ideengeschichte der BWL. Wiesbaden: Springer Gabler 2018: 423–438.

## Auszeichnungen
- 1976: Karl-Guth-Preis
- 1979/1980: Heisenberg-Stipendium